# Missi dominici
Um missus dominicus (plural: missi dominici), termo latim para "enviado do senhor governante", também conhecido em holandês por Zendgraav (alemão: Sendgraf; lit. "enviado Graf") eram os comissários reais responsáveis por supervisionar a administração local, enquanto os representantes do poder real exerciam funções governativas nos diversos estados da Europa. Esta função permitia ao soberano hierarquizar a sua administração e centralizar o poder, sendo este produto de uma ideologia verdadeiramente imperialista. Existem semelhanças superficiais entre o missus dominicus e o original romano corrector, com a diferença que os missi eram enviados regularmente à mesma região. Os missi dominici eram sempre nomeados a pares, um clérigo (bispo ou abade) e um leigo (conde ou duque), geralmente escolhidos entre os membros da corte imperial (Platium), e distribuídos pelas circuncrizione (unidades administrativas) do império (missiaticum) que tinham de visitar. A avaliação dos missi dominici era feita por parte dos membros eclesiásticos, os condes e os vassalos que se instalavam no território a ser inspeccionado pelo secular.